# آهن (ترانه وودکید)
آهن اولین آهنگ وودکید (یوان لموین) است. این آهنگ در آلبوم «عصر طلایی» منتشر شده است. آلبوم عصر طلایی در ۲۰۱۱ آماده شد ولی در ۲۰۱۳ منتشر شد. تک‌آهنگ آهن در ۲۸ مارس ۲۰۱۱ منتشر شد.
این آهنگ پس از استفاده در تریلر کیش یک آدم‌کش: افشاگری‌ها محبوبیت زیادی بدست آورد.